# Poturzyn (stacja kolejowa)
Poturzyn – dawna handlowa stacja kolejowa kolejki wąskotorowej w Poturzynie, w gminie Telatyn, w powiecie lubelskim, w województwie lubelskim.